# ドルフケムニッツ
ドルフケムニッツ（ドイツ語: Dorfchemnitz）は、ドイツのザクセン州ミッテルザクセン郡にある基礎自治体（ゲマインデ）。

## 出身有名人
- ザミュエル・フォン・プーフェンドルフ（1632年 - 1694年） 法学者、政治哲学者
- フリーダー・リップマン（1936年 - ） 政治家
- マイケル・グレッツェル（1944年 - ） スイスの化学者